# أغورا

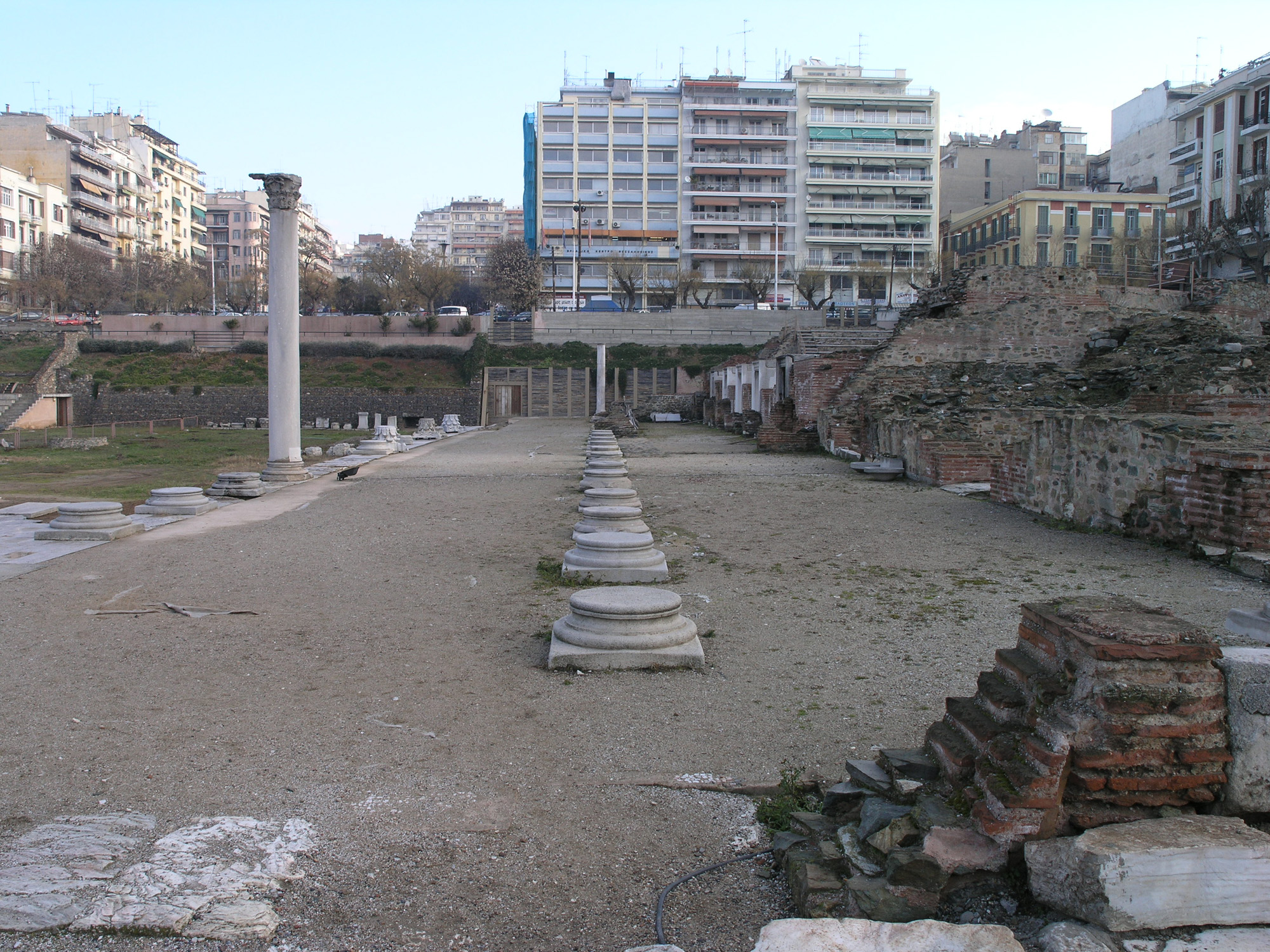
أغورا

أغورا (Agora) هي ساحة دائرية كان المزارعون بأثينا يلتقون بها منذ عام 406 ق.م ولكنها لم تكن حكراً عليهم بل كانت موضع التقاء الفلاسفة أيضاً.
شكلت الأغورا مركزاً إدارياً ودينياً وتجاريا في الدولة، بحيث إنها كانت المكان العمومي الذي كانت تُتخذ فيه القرارات الأساسية في المجتمع الإغريقي (اليوناني) القديم.
كمثال: الأغورا القديمة في أثينا.

## الأصل
مبكراً في تاريخ اليونان (القرن 8 أو 18 ق.م)، كان المواطنون الأحرار (ماعدا العبيد والجواري) يجتمعون في مكان واحد يُسمي الأغورا لكي ينضموا للجيش أو يسمعوا التصريح من الملك أو المجلس الأعلي. لاحقاً، أصبحت الأجورا أيضاً كمتجر حيث أن التجار أبقوا أكشاك ومتاجر البيع لكي يبيعوا بضائعهم في وسط الكولانيد (الأعمدة)، مما جذب الحرفيين أن يفتحوا ورش أعمالهم بالقرب منهم.

## انظر أيضاً

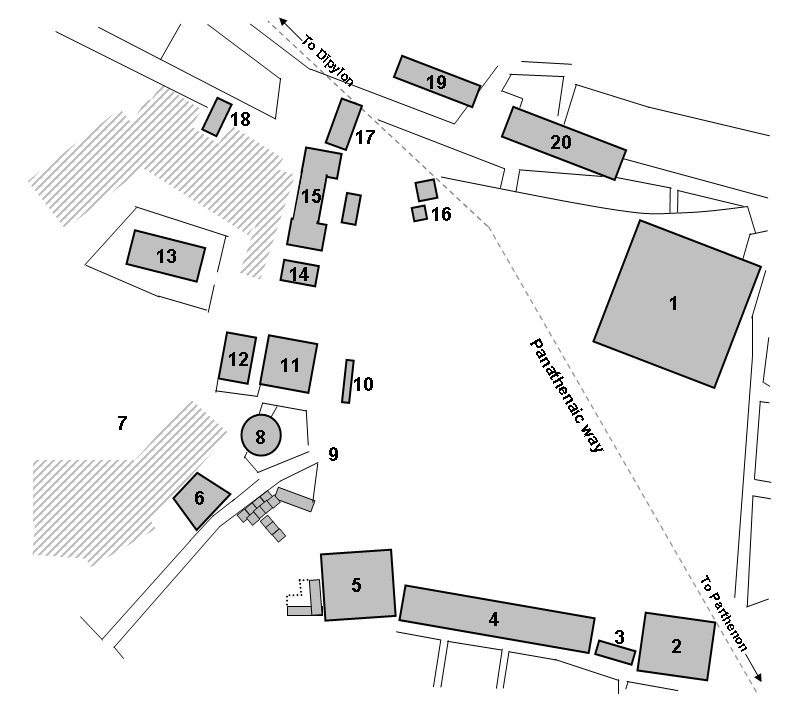
خطة لأغورا قديمة في أثينا في القرن 5 قبل الميلاد.